# Волтон (Небраска)
Волтон (англ. Walton) — переписна місцевість (CDP) в США, в окрузі Ланкастер штату Небраска. Населення — 351 особа (2020).

## Географія
Волтон розташований за координатами 40°47′45″ пн. ш. 96°33′57″ зх. д. / 40.79583° пн. ш. 96.56583° зх. д. (40.795959, -96.565764).  За даними Бюро перепису населення США в 2010 році переписна місцевість мала площу 9,23 км², уся площа — суходіл.

## Демографія
Згідно з переписом 2010 року, у переписній місцевості мешкало 306 осіб у 117 домогосподарствах у складі 99 родин. Густота населення становила 33 особи/км².  Було 130 помешкань (14/км²).
Расовий склад населення:
| - 96,1 % — білих - 1,3 % — азіатів - 0,7 % — корінних американців - 0,7 % — чорних або афроамериканців |

До двох чи більше рас належало 1,3 %. Частка іспаномовних становила 0,3 % від усіх жителів.
За віковим діапазоном населення розподілялося таким чином: 19,9 % — особи молодші 18 років, 58,9 % — особи у віці 18—64 років, 21,2 % — особи у віці 65 років та старші. Медіана віку мешканця становила 52,4 року. На 100 осіб жіночої статі у переписній місцевості припадало 105,4 чоловіків;  на 100 жінок у віці від 18 років та старших — 97,6 чоловіків також старших 18 років.
Цивільне працевлаштоване населення становило 186 осіб. Основні галузі зайнятості: виробництво — 30,6 %, освіта, охорона здоров'я та соціальна допомога — 27,4 %, фінанси, страхування та нерухомість — 8,1 %, публічна адміністрація — 6,5 %.